# Партизанская бригада имени Тадеуша Костюшко
Партизанская бригада имени Тадеуша Костюшко (пол. Brygada Armii Ludowej im. Tadeusza Kościuszki) — польское партизанское соединение, созданное весной 1944 года на базе ранее действовавшего в Полесье польского партизанского отряда. Бригада действовала на территории западных областей Белоруссии и в восточных воеводствах оккупированной Польши.

## История

### Партизанский отряд
Польский партизанский отряд как отдельное подразделение из 60 поляков был создан в июле-августе 1943 года в составе Пинской партизанской бригады, действовавшей в Полесье.
Командиром отряда стал хорунжий польской армии Чеслав Вархоцкий, замполитом — Вацлав Климашевский, заместителем по строевой части — ст.сержант Владислав Мельчарек, начальником штаба — старший лейтенант РККА Дмитрий Караев.
По состоянию на 15 августа 1943 года общая численность отряда составляла 227 человек (12 человек командного состава и 215 рядовых бойцов), из них 14 женщин. По национальному составу в составе отряда было 215 поляков и 10 украинцев. На вооружении отряда имелся 1 ручной пулемёт, 8 автоматов, 85 винтовок, 4 пистолета, 32 гранаты, 8862 патрона, в обозе насчитывалось 34 верховых и вьючных лошади.
По состоянию на 24 декабря 1943 года общая численность отряда составляла 250 чел. В начале 1944 года 100 добровольцев из отряда были направлены за Буг для усиления Армии Людовой.

### Партизанская бригада
Весной 1944 года на базе отряда была создана партизанская бригада им. Т. Костюшко, командиром которой стал Чеслав Клим.
3 апреля 1944 года в СССР был создан Польский штаб партизанского движения, в распоряжение которого были переданы все польские партизанские формирования, организованные и действовавшие на оккупированной территории СССР — в том числе партизанская бригада им. Т. Костюшко.
В дальнейшем, после расформирования бригады весной 1944 года, 93 бойца бригады (поляки по национальности) были десантированы на территорию Польши, в Парчевские леса на Люблинщине — для усиления отрядов Армии Людовой.
27 мая 1944 года бригада вошла в состав Армии Людовой, получив новое наименование: «партизанская бригада Армии Людовой имени Тадеуша Костюшко» («Brygada AL im. Tadeusza Kościuszki»).
При приближении линии фронта бригада имени Костюшко перерезала шоссе Люблин — Варшава в тылу оборонявшихся немецких войск и удерживала его до подхода советских войск.
24 июля 1944 года бригада была расформирована.